# Antena de Oro 1989
La XVIII Edició dels Premis Antena de Oro, concedits el 7 de febrer de 1990 però corresponents al 1989 foren els següents:

## Televisió
- Julia Otero, per La luna.
- Antonio Martín Benítez
- Millor canal autonòmic: Telemadrid
- Hilario Pino, per Telenoticias, de Telemadrid.
- Pasacalle, de Telemadrid.

## Radio
- Ángeles Caso i Paco Lobatón, de RNE
- Miguel Ángel García Juez, d'Antena 3 Radio.
- Antonio José Alés, de Radio España.
- Rafael Revert, director de la Cadena 40 Principales.
- Pepe Domingo Castaño, Cadena SER.
- Mariano de la Banda, Cadena SER.
- María Elena Doménech, Radio Intercontinental